# Pasanda (ciudad)

Mapa de algunas de las ciudades griegas de Caria y de algunas islas del Dodecaneso, donde se aprecia la ubicación de Pasanda, en la zona meridional de Caria.

Pasanda (en griego, Πάσσανδα, Πασάδα) fue una antigua ciudad de Caria situada al sudoeste del Asia Menor en la actual Turquía. 
Perteneció a la Liga de Delos puesto que aparece mencionada en los registros de tributos a Atenas entre los años 450/49 y 421/0 a. C. donde pagaba un phoros de 3000 dracmas.
Al menos durante parte del periodo helenístico pertenecía al territorio de Cauno. Pasanda también es mencionada por Esteban de Bizancio y en el Estadiasmo. Este periplo la sitúa a una distancia de treinta estadios de Cauno.